# 卯野原村
- 卯野原村
- 卯之原村
- 卯ノ原村

卯野原村（うのはらむら）は、かつて岐阜県郡上郡に存在した村である。
現在の下呂市金山町卯野原に該当する。

## 歴史
- 1889年（明治22年）7月1日 - 町村制により、卯野原村が発足。
- 1897年（明治30年）4月1日 - 弓掛村、祖師野村、乙原村、岩瀬村、戸部村、東沓部村と合併し東村が発足。同日卯野原村廃止[1]。
- 1971年（昭和46年） - 旧・卯野原村の集落の一部（卯野原・新田・一本杉・田畑）は岩屋ダムのダム湖（東仙峡金山湖）に沈むことになり、集団移転。